# Sân bay quốc tế Peshawar
Sân bay quốc tế Peshawar (IATA: PEW, ICAO: OPPS) là một sân bay ở thành phố Peshawar, tỉnh Biên giới Tây-Bắc Pakistan. Đi từ sân bay đến trung tâm thành phố mất 10 phút xe hơi. Nó là sân bay bận rộn đứng hàng thứ tư tại Pakistan. Cuối đường băng sân bay này là một đường ray cắt ngang, một tuyến đường sắt ít được sử dụng ở đèo Khyber.

## Các hãng hàng không và các điểm đến

### Nội địa
- Air Blue (Karachi)
- Pakistan International Airlines (Chitral, Islamabad, Karachi, Lahore, Quetta)
- Shaheen Air (Karachi, Quetta)

### Quốc tế
- Air Arabia (Sharjah)
- Airblue (Dubai)
- Emirates (Dubai)
- Etihad Airways (Abu Dhabi)
- Gulf Air (Bahrain)
- Pakistan International Airlines (Abu Dhabi, Al Ain, Doha, Dubai, Jeddah, Kuala Lumpur, London, Riyadh)
- Qatar Airways (Doha)
- Shaheen Air International (Abu Dhabi, Al Ain, Doha, Dubai)
- Ả Rập Saudin Airlines (Jeddah, Riyadh)

### Thuê bay
- Askari Aviation

### Các hãng đã hoạt động
- Gulf Traveller - ngưng năm 2007